# Fundo Aeroviário
O Fundo Aeroviário, criado pelo Decreto Lei nº 270, de 28 de Fevereiro de 1967, alterado pela Lei no 5.989, de 17 de dezembro de 1973, é um Fundo de natureza contábil, seu objetivo é prover recursos financeiros para execução e manutenção do que prevê o Sistema Aeroviário Nacional, tendo como finalidade a aplicação dos recursos em projetos, construção, manutenção, operação e na administração de instalações e serviços da infraestrutura aeronáutica. De acordo com art. 2º,  a origem de seus recursos provém de quota do Imposto Único sobre Lubrificantes e Combustíveis Líquidos e Gasosos, então destinada ao Ministério da Aeronáutica.
Porém, com a criação da Agência Nacional de Aviação Civil (ANAC), pela Lei nº 11.182, de 27 de setembro de 2005, o Fundo Aeroviário, além da natureza contábil, tornou-se também de interesse da defesa nacional e passou a ser administrado pela ANAC, tendo como gestor o Diretor-Presidente dessa agência (Arts. 31 e 33).